# オガラジ★ナマハゲーション
オガラジ★ナマハゲーション（おがらじ★なまはげーしょん）は、2011年11月23日から2013年3月27日までエフエム秋田で放送された男鹿市の地域情報番組。

## 放送時間
水曜  12:00 - 12:55

## コーナー紹介
- 男鹿トピ
- ナマハゲ伝道士
- 集まれ!男鹿キッズ!!

市内の幼稚園を訪問し、園児たちに質問に答えてもらう。
- ハタハタドンドン2012年4月1日から男鹿で新たに開発され販売スタートした『ハタハタ丼』を紹介していた。
- 男鹿温泉物語

## 出演者
| 期間       | 期間       | ナビゲーター | オガラジスタッフ                        |
| ---------- | ---------- | ------------ | --------------------------------------- |
| 2011.10.23 | 2012.10.31 | （不在）     | 柴田江利子 進藤錬磨 富岡邦博 白幡美香子 |
| 2012.11.7  | 2013.3.27  | 宮野さおり   | 関谷里美 川口なおみ 西村麗子 松橋寛伸   |